# Andrena sandanskia
Andrena sandanskia är en biart som beskrevs av Warncke 1973. Andrena sandanskia ingår i släktet sandbin, och familjen grävbin. Inga underarter finns listade i Catalogue of Life.